# Hemington, Leicestershire
Hemington är en by i civil parish Lockington-Hemington, i distriktet North West Leicestershire, i grevskapet Leicestershire i England. Byn är belägen 9 km från Shepshed. Hemington var en civil parish 1866–1936 när blev den en del av Lockington. Civil parish hade 298 invånare år 1931.